# مكافئ برميل النفط

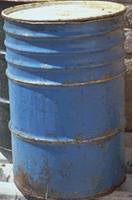

مكافئ برميل النفط (بالإنجليزية: (barrel of oil equivalent (BOE) هي وحدة طاقة تعتمد بالتقريب على الطاقة الناتجة من احتراق برميل واحد (42 جالون أمريكي أو 159 لتراً) من النفط الخام. وتعرفه مصلحة المورود الداخلي في الولايات المتحدة الأمريكية بأن مكافئ برميل النفط يعادل = 5.8 × 10 6 (وحدة حرارية بريطانية). 
وذلك القدر يعتبر تقريب لمقدار الطاقة لأن النفط الخام أنواع ، وتختلف في مقدار الطاقة الحرارية الناتجة عن احتراقها.
5.8 × 106 وحدة حرارية بريطانية BTU  تعادل 6.1178632 × 109 جول, أي نحو 6.1 جيجا جول لوقود ذو قيمة حرارية عالية HHV (انظر قيمة حرارية).